# Albanischer Lek
Lek (albanisch unbestimmt, bestimmt: Leku; Plural: Lekë bzw. Lekët) ist seit 1925 die Währung Albaniens. Im Sprachgebrauch bedeutet Lek auch ganz allgemein Geld.

## Zahlungsmittel

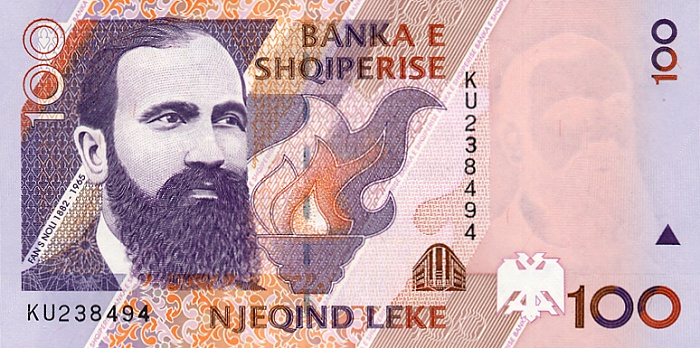
100-Lek-Note

Der Lek ist keine frei konvertierbare Währung. Der Kurs wird von der Banka e Shqipërisë gegenüber dem Euro relativ stabil gehalten. Seit der Euro-Einführung schwankte er meist zwischen 120 und 140 Lek für einen Euro. Seit 2022 ist ein Kursanstieg des Lek feststellbar: Ende 2024 erhielt man für einen Euro noch rund 100 Lek.
Als Zahlungsmittel werden Banknoten zu 200, 500, 1000, 2000, 5000 und 10.000 Lek ausgegeben. Die Note zu 100 Lek wurde zum 1. Januar 2009 aus dem Verkehr gezogen. An Münzen existieren heute Stücke zu 1, 5, 10, 20, 50 (zwei Serien) und 100 Lek. Neben dem Lek sind in Albanien auch Euro als Zahlungsmittel weit verbreitet.
Seit September 2019 wird schrittweise eine neue Banknotenserie eingeführt. Die Motive bleiben in der neuen Serie gleich, aber die Gestaltung und die Sicherheitsmerkmale werden erneuert. Die neue 200-Lek-Note ist ein Kunststoffgeldschein aus Polymer. Zur Serie gehört auch ein neuer Schein zu 10.000 Lek.

## Geschichte
Vor der Unabhängigkeit Albaniens im Jahr 1912 galt im Land offiziell die osmanische Währung (Akçe, Para und Kuruş). Daneben waren auch westliche Goldmünzen, vor allem italienische Lire und französische Francs im Umlauf. Aufgrund verschiedener Besatzungsregierungen im Ersten Weltkrieg und einer fehlenden staatlichen Organisation verzögerte sich die Einführung einer eigenen albanischen Währung. Man verwendete vor allem das Geld der Lateinischen Münzunion; in Anlehnung an diese wurden aber auch eigene Goldfranken (albanisch Franga Ari) in Umlauf gesetzt.
Die Einführung des Lek hängt eng mit der Entstehung der Zentralbank Albaniens zusammen. Diese wurde am 2. September 1925 durch die Regierung Ahmet Zogus in Rom gegründet, gestützt auf das Gesetz Nr. 356 vom 12. Juli 1925. Sogleich begann in den letzten Monaten dieses Jahres auch die Prägung der Lek-Münzen und -Noten. Zu dieser Zeit war 1 Lek so viel wert wie 0,2 Goldfranken.
1926 folgte die zweite Notenserie, die auf Albanisch wie auch auf Italienisch beschrieben waren. Die zweite Serie bestand aus zwei Varianten, die im Februar bzw. im März 1926 erschienen.
Zwischen 1925 und 1939, den Jahren der Präsidentschaft und Monarchie Ahmet Zogus, waren so vier Banknoten im Umlauf, von denen es eine in zwei Versionen gab. 1940 druckte die Zentralbank eine Banknotenserie, die kleine Noten von 2, 5 und 10 Lek umfassten. Dieses Geldsystem blieb bis zur Kapitulation des faschistischen Italiens im September 1943 erhalten, wo sich dann die Bankbeziehungen zwischen Italien und Albanien auflösten. Um jedoch der Not an Papiergeld und der steigenden Inflation entgegenzuwirken, brachte die Zentralbank Albaniens am 18. September des gleichen Jahres Schecks im Wert von 20, 100, 200, 500, 2000 und 5000 albanischen Franken in Umlauf. Am 1. Juli 1944 erschien eine zweite Scheck-Serie, ebenfalls von der Zentralbank Albaniens, im Wert von 20 und 100 albanischen Franken. All diese Schecks verkehrten in Albanien bis ins Jahr 1946.
Unter der Herrschaft der Kommunisten wurde der Lek alleiniges Zahlungsmittel. Die nur noch fiktive Bindung an den Metallwert wurde nach 1945 aufgegeben und das vermehrt ausgegebene Papiergeld setzte sich endgültig durch. Zwischen 1947 und 1964 ließ die Sozialistische Volksrepublik Albanien nur Lekë ausprägen.
1964 wurde eine Währungsreform durchgeführt, die darin bestand, eine Null des Geldwertes zu entfernen: 1 „neuer“ Lek war 10 „alte“ Lek wert, somit gab es als Kleingeld wieder Qindarka. Das Besondere: Auch heute rechnen Albaner üblicherweise noch in „alten“ Lek (alb. Lekë të vjetra) und bezeichnen zum Beispiel eine 10er-Münze als 100er oder einen 5000er-Schein als 50.000er. Das Gleiche gilt für die Preise, die in „neuen“ Lek (alb. Lekë të reja) ausgeschildert, aber in alten Lek ausgesprochen werden.
Nach dem Fall der Diktatur 1990 verfiel der Wert des Leks schnell und die Untereinheit Qindarka (Singular: Qindar, seltener Quindar geschrieben, von alb. qind ‚hundert‘) wurde wieder abgeschafft. Heute ist das Ein-Lek-Stück die kleinste Münze im Umlauf.

## Banknoten
| Wert       | Serie 1992 | Serie 1992    | Serie 1992           | Serie 1992 | Serie 1992        | Serie 1996 | Serie 1996     | Serie 1996                               | Serie 1996 | Serie 1996        | Serie 2007      | Serie 2007      | Serie 2007          | Serie 2007      | Serie 2007      | Serie 2019       | Serie 2019      | Serie 2019                               | Serie 2019         |
| Wert       | Farbe      | Vorders.      | Rücks.               | Erstausg.  | Aus Verkehr       | Farbe      | Vorders.       | Rücks.                                   | Erstausg.  | Aus Verkehr       | Farbe           | Vorders.        | Rücks.              | Erstausg.       | Aus Verkehr     | Farbe / Material | Vorders.        | Rücks.                                   | Erstausg.          |
| ---------- | ---------- | ------------- | -------------------- | ---------- | ----------------- | ---------- | -------------- | ---------------------------------------- | ---------- | ----------------- | --------------- | --------------- | ------------------- | --------------- | --------------- | ---------------- | --------------- | ---------------------------------------- | ------------------ |
| 100 Lek    | violett    | Partisan      | Adler, Berge         | 1994       | 31. Dezember 2010 | lila       | Fan Noli       | Parlament                                | 1997       | 31. Dezember 2010 | heute als Münze | heute als Münze | heute als Münze     | heute als Münze | heute als Münze | heute als Münze  | heute als Münze | heute als Münze                          | heute als Münze    |
| 200 Lek    | braun      | Ismail Qemali | Wappen               | 1992       | 31. Dezember 2010 | braun      | Naim Frashëri  | Geburtshaus in Frashër                   | 1997       | im Umlauf         | im Umlauf       | im Umlauf       | im Umlauf           | im Umlauf       | im Umlauf       | braun / polymer  | Naim Frashëri   | Geburtshaus in Frashër                   | 30. September 2019 |
| 500 Lek    | blau       | Naim Frashëri | Gedicht von Frashëri | 1992       | 31. Dezember 2012 | blau       | Ismail Qemali  | Gebäude der Ausrufung der Unabhängigkeit | 1997       | im Umlauf         | im Umlauf       | im Umlauf       | im Umlauf           | im Umlauf       | im Umlauf       | blau             | Ismail Qemali   | Gebäude der Ausrufung der Unabhängigkeit | 2022 [veraltet]    |
| 1000 Lek   | grün       | Skanderbeg    | Burg von Kruja       | 1992       | 31. Dezember 2013 | grün       | Pjetër Bogdani | Kirche von Vau-Deja                      | 1997       | im Umlauf         | im Umlauf       | im Umlauf       | im Umlauf           | im Umlauf       | im Umlauf       | grün             | Pjetër Bogdani  | Kirche von Vau-Deja                      | 30. Juni 2021      |
| 2000 Lek   | –          | –             | –                    | –          | –                 | –          | –              | –                                        | –          | –                 | violett/lila    | König Gentius   | Theater von Butrint | 2008            | im Umlauf       | violett/lila     | König Gentius   | Theater von Butrint                      | 2021 [veraltet]    |
| 5000 Lek   | –          | –             | –                    | –          | –                 | goldig     | Skanderbeg     | Burg von Kruja                           | 1999       | im Umlauf         | im Umlauf       | im Umlauf       | im Umlauf           | im Umlauf       | im Umlauf       | goldig           | Skanderbeg      | Burg von Kruja                           | 30. September 2019 |
| 10.000 Lek | –          | –             | –                    | –          | –                 | –          | –              | –                                        | –          | –                 | –               | –               | –                   | –               | –               | rot              | Asdreni         | Vers der Nationalhymne, Flagge           | 30. Juni 2021      |

## Münzen
| Wert    | Darstellung       |
| ------- | ----------------- |
| 1 Lek   | Pelikan           |
| 5 Lek   | Albanischer Adler |
| 10 Lek  | Festung von Berat |
| 20 Lek  | Liburne           |
| 50 Lek  | König Gentius     |
| 100 Lek | Königin Teuta     |